# Zámek (román)
Zámek (v originále Das Schloß) je román Franze Kafky, napsaný v roce 1922. Dílo má řadu možných interpretací. Podle jedné z nich pojednává o tragické srážce jednotlivce s nepochopitelnou byrokratickou mašinerií. Kafka byl značně ovlivněn židovskou tradicí a mystikou - podle jiné interpretace román ukazuje příchod nerozpoznaného mesiáše.
Zámek je považován za Kafkovo nejlepší, i když nedokončené dílo.

## Nástin děje
Hlavním hrdinou je K., jenž se (pravděpodobně) vydává za zeměměřiče – je možné, že zeměměřičem skutečně je – zde román ponechává, jako na mnoha dalších místech, značný prostor individuálnímu výkladu. K. přijíždí do vesnice pod zámkem, o které původně vůbec nevěděl, rychle se aklimatizuje a marně se pokouší kontaktovat úředníky zámku, aby se dozvěděl nějaké podrobnosti o práci, k níž byl pozván. Nejdřív zámek nevidí (je zahalen mlhou) a ani později se mu k němu nedaří dostat. K. ve vesnici tráví několik dnů, prožívá milostný románek s Frídou (číšnice panského hostince), se kterou se však brzy rozchází. Frída je údajně i milenkou Klamma. Později se K. stává školníkem, protože pro něj, jako pro zeměměřiče, není práce a taky proto, že byl vyhozen z hostince U Mostu. Neustále se pokouší o kontakt s Klammem nebo s jiným úředníkem ze zámku. Frída ho opustila, vrátila se do hostince, K. se ji vydává hledat, nenalezne ji, ale zabloudí až do míst, na která nemá přístup, je tedy vyveden zpět do vesnice. Úředníci, odtrženi od reality obyčejných lidí, rozhodují o všem, co se ve vesnici děje. 

Román nebyl dokončen, ale dle zprávy Maxe Broda zeměměřič nakonec umírá vysílením, ale na smrtelné posteli za ním přijdou úředníci ze zámku se zprávou, že může konečně nastoupit do služby.
Tak jako i ostatní Kafkova díla, i tento příběh lze vykládat jako metaforu marného boje jednotlivce proti mašinérii byrokratického zřízení. Kniha nedává žádnou naději v tom smyslu, že K. by jednou mohl dojít jakéhokoliv rozřešení své situace, ať už v jeho prospěch či neprospěch. Jakákoliv K-ova akce či intrika je marná, neboť i ostatní spřádají své plány a dostávají se do vzájemných konfliktů. Boj s byrokracií se tak šíří a byrokratické manýry prorůstají celou společností.

## Inspirace
Od šedesátých let dvacátého století se vedou diskuze o místě, které mohlo Kafkovi sloužit za inspiraci k románu. Za jednu z možností se považovala, a v publicistice stále považuje právě Siřem, zejména s ohledem na její dominantu, kontribuční sýpku nad vsí. Naproti tomu německý literární historik a specialista na kafkovskou problematiku Klaus Wagenbach byl přesvědčen, že předlohou byl zámek v Oseku na Strakonicku. V roce 1852 se zde narodil spisovatelův otec Hermann a Kafka Osek několikrát navštívil. Román Zámek do souvislosti s Osekem dával rovněž Ladislav Stehlík, naproti tomu historik Hugo Rokyta viděl předobraz románu v zámku Střela u Strakonic. Každodenní styk s venkovskou komunitou však v Kafkově mysli jistě zanechal stopy. Jak poukázal už Max Brod, těsný kontakt s německými siřemskými sedláky románovou atmosféru Zámku ovlivnil. V případě umělce s tak intenzívní imaginací, jakou měl Franz Kafka, mají při vzniku díla vliv nejrůznější vrstvy vědomí a podvědomí. Topografii románu Zámek formovaly mnohé z nich a v konečném výsledku není určitelné a ani podstatné, jakou roli v ní hraje Siřem, Osek nebo nějaké jiné místo.

## Komiks
Do podoby komiksu román adaptoval David Z. Mairowitz a Jaromír 99. Kniha vyšla v červnu 2013 v londýnském nakladatelství SelfMadeHero, v češtině vyšla v říjnu 2013 v Labyrintu.

## Česká vydání
- Zámek, Spolek výtvarných umělců Mánes, Praha 1935, přeložil Pavel Eisner.
- Zámek, Mladá fronta, Praha 1964, přeložil Vladimír Kafka, znovu Odeon, Praha 1969 a 1989 a Votobia, Olomouc 1995.
- Zámek, Nakladatelství Franze Kafky, Praha 1997, přeložil Vladimír Kafka, dílo Franze Kafky, svazek 6.
- Zámek, Levné knihy KMa, Praha 2004, přeložil Vladimír Kafka, znovu Československý spisovatel, Praha 2009 a Dobrovský, Praha 2014.
- Zámek, Odeon, Praha 2014, přeložila Jana Zoubková.
- Zámek, Leda, Voznice 2021, přeložil Hanuš Karlach.

## Filmové adaptace
- Das Schloß (1962, Zámek), německý televizní film, režie Sylvain Dhomme.
- Das Schloß (1968, Zámek), německý film, režie Rudolf Noelte, v epizodní roli Iva Janžurová[6].
- El castillo (1975, Zámek), epizoda ze španělského televizního seriálu El teatro, režie Juan Guerrero Zamora.
- Le château (1984, Zámek), francouzský televizní film, režie Jean Kerchbron.
- Linna (1986, Zámek), finský film, režie Jaakko Pakkasvirta.
- Tsikhe-Simagre (1990), gruzínský film podle románu Zámek, režie Dato Janelidze.
- Замок (1994, Zámek), ruský film, režie Alexej Balabanov.
- Das Schloß (1997, Zámek), německo-rakouský film, režie Michael Haneke.
- K (2015), čínský film podle románu Zámek, režie Darhad Erdenibulag a Emyr ap Richard.